# 지방도 제1018호선

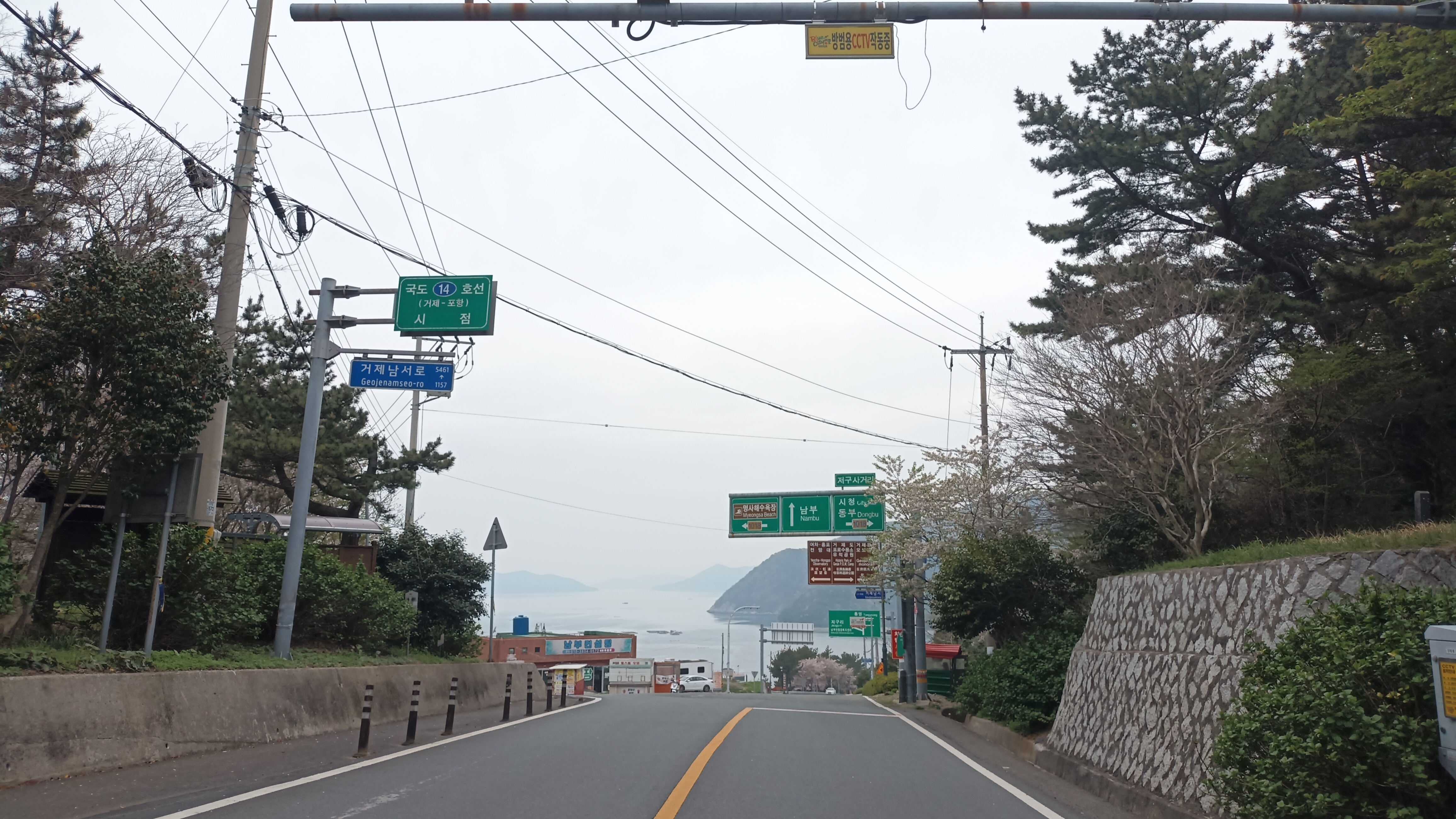
국도 제14호선 시점 표지판과 지방도 제1018호선, 거제시 남부면 저구리 저구사거리

지방도 제1018호선(사등 ~ 장목선)은 경상남도 거제시 사등면 오량 교차로와 장목면 유호리를 잇는 경상남도의 지방도이다. 국도 제14호선과 함께 거제도의 주간선도로 역할을 하고 있다.
다른 곳의 지방도와는 달리 국도 중첩구간이 많은 것이 특징이며, 국도 중첩구간을 제외하면 거제대교 ~ 남부면 다포 구간, 동부면 학동 ~ 연초면 구간, 연초면 ~ 장목면 구간 등 세 구간으로 나누어지는 것이 특징이다. 거제대교 ~ 다포 구간은 해안선을 따라가는 것이 특징이다. 또한 남부면 일부 구간에서는 비포장 구간이 있다.

## 연혁
- 2003년 2월 20일 : 노선 폐지 및 재지정[1][2]
- 2006년 6월 1일 : 거제시 신현읍 상동리 408m 구간 포장.[3]
- 2009년 10월 15일 : 지방도 노선 조정으로 총 연장이 105.6km에서 106.8km로 변경[4]

- 시점을 거제대교 접속부에서 신거제대교 접속부까지 연장 (리도 207호선 승격 및 국도 제5호선과 일부 중복)

## 주요 경유지
- 거제시
  - 사등면 오량 교차로 - 오량초등학교 - 거제대교 동단 - 덕호리
  - 둔덕면 학산리 - 술역교 - 술역리 - 숭덕초등학교 - 둔덕면사무소 - 하둔사거리 - 하둔교 - 하둔리 - 송골고개
  - 거제면 송골고개 - 법동삼거리 - 거제초등학교 법동분교(폐교) - 법동리 - 소랑삼거리 - 소랑리 - 송곡교 - 내간리 - 외간리 - 외간교 - 서정리 - 남동리 - 동상사거리 - 오수교 - 오수리
  - 동부면 산촌리 - 산양리 - 오망천교 - 오망천삼거리 - 토형도예촌(구 동부초등학교 동령분교) - 오송리 - 가배항 - 해강도예예술학교(구 동부초등학교 가배분교) - 가배리 - KT거제수련관 - 동부초등학교 율포분교 - 율포리 - 탑포사거리
  - 남부면 탑포리 - 아홉산재(탑포재) - 저구사거리 - 명사초등학교 - 저구리 - (홍포마을) - (미포장 구간) - (여차) - 다포리 - 다포항 - 다포삼거리 - 다대리 - 함목삼거리 - 갈곶리
  - 동부면 거제학동학생수련원(구 학동초등학교) - 학동리 - 학동삼거리 - 그물기고개(학동고개) - 구천리 - 신연담교 - 연담삼거리 - 구천삼거리 - 구천댐 - 돌고개
  - 상문동 삼거교 - 삼거동 - 배합재 - 문동동 - 삼룡초등학교 - 상동 교차로 - 상문동주민센터 - 상동동
  - 고현동 거제교육지원청 - 거제해양개발관광공사 - 고현사거리 - 6번 교차로 - 신현제2교 - 수월교
  - 연초면 연초교 - 연사삼거리 - 연사리 - 연사교 - 연초초등학교 - 연초삼거리 - 죽토1교 - 연초삼거리(연초농협) - 죽전교 - 다공리 - 장터고개(덕치고개)
  - 하청면 장터고개(덕치고개) - 하청삼거리 - 실전리 - 맹종죽테마공원 - 실전삼거리 - 실전카페리부두
  - 장목면 장목리 - 장동삼거리 - 장목농협앞삼거리 - 장목초등학교 - 큰다리 - 송진포리 - 답답고개 - 구영리 - 구영보건진료소 - 상유고개 - 유호리 - (유호몽돌해수욕장)

## 중복 구간
- 거제시 남부면 다포삼거리 ~ 동부면 학동삼거리 : 국도 제14호선과 중복
- 거제시 고현동 6번 교차로 ~ 연초면 연초삼거리 : 국가지원지방도 제58호선과 중복
- 거제시 연초면 연초삼거리 ~ 장목면 구영리 : 국도 제5호선과 중복

## 도로명
- 거제시 사등면 오량 교차로 ~ 남부면 다포삼거리 : 거제남서로
- 거제시 남부면 다포삼거리 ~ 동부면 학동삼거리 : 거제대로
- 거제시 동부면 학동삼거리 ~ 고현동 6번 교차로 : 거제중앙로
- 거제시 고현동 6번 교차로 ~ 연초면 연초삼거리 : 거제대로
- 거제시 연초면 연초삼거리 ~ 장목면 (유호몽돌해수욕장) : 거제북로

## 제한 속도
대부분 구간에서는 최고 60 km/h, 고현 ~ 연초의 국도 제14호선 중첩구간에서는 최고 70 km/h의 제한 속도를 두고 있다.